# KNOCKKNOCK!
「KNOCKKNOCK!」（ノック・ノック）は、DREAMS COME TRUEが2017年3月21日にリリースされた4作目の配信限定シングル。
iTunes Store、moraなどの音楽配信サービスサイトで配信。着うたフルでも配信された。

## 概要
2017年第一弾の新曲であり、前作「あなたのように」以来約1年振りで、前作同様、配信限定シングルでの扱いとなる。また、リリース日がDREAMS COME TRUEのデビュー28周年に当たる3月21日に発売された。
花王「ソフィーナ プリマヴィスタ」新CMソングとして書き下ろされた新曲である。化粧品でのタイアップは、2012年に発売された『MY TIME TO SHINE』以来となる。因みに花王で以前、起用されていた楽曲は、2008年にリリースされた『MERRY-LIFE-GOES-ROUND』（AUBE）以来約9年振りとなる。
収録アルバム『THE DREAM QUEST』には、アルバムバージョン（「TDQ VERSION」）とシングルバージョンの両曲が収録されている。

## 収録曲
1. KNOCKKNOCK!
  - 作詞：吉田美和   作曲：中村正人・吉田美和   編曲：中村正人